# Bečki krug
Bečki krug je bila grupa znanstvenih teoretičara, matematičara i filozofa, koja se okupljala oko Moritza Schlicka, kome je dodijeljena profesorska katedra 1922. pri bečkom sveučilištu za "Induktivnu znanstvenu filozofiju". 
Filozofski pravac koji je ova grupa razvila naziva se logički pozitivizam ili logički empirizam. Članovi kruga, pored spomenutog Schlicka, bili su Rudolf Carnap, Otto Neurath, Friedrich Waismann, Philipp Frank, sestra i brat Olga Hahn-Neurath i Hans Hahn kao i Richard von Mises, Victor Kraft i Karl Menger. 1929. grupa se pojavljuje pod nazivom Bečki krug. Moritz Schlick je 1936. ubijen od strane jednog svog studenta i tada se krug raspada.
Na Bečki krug je djelovao stariji pozitivizam, simbolička logika i logičko-semantička jezična analiza, čiji su predstavnici bili Ernst Mach, Henri Poincare, Gottlob Frege, Bertrand Russell i Ludwig Wittgenstein. Manifest, Die wissenschaftliche Weltauffassung des Wiener Kreises, izdan je 1930. kojeg su napisali Carnap, Neurath i Hahn. Iste godine grupa počinje izdavati novine Erkenntnis s Carnapom kao urednikom.
Logički empirizam se smatra jednom od najutjecajnijih filozofskih škola koje su djelovale i odigrale važnu ulogu filozofske avangarde tijekom jednog desetljeća između dva svjetska rata.
Dvojica najznačajnijih studenata filozofa pri bečkom sveučilištu bili su Herbert Feigl i Kurt Gödel. Oni su se pojavljivali na sastancima kruga ali nisu bili članovi. Bečki krug su redovno posjećivali između ostalih: Hans Reichenbach, Carl Gustav Hempel, Alfred Tarski, Karl Popper i Willard Van Orman Quine.
Nacistička kulturna uništavanja teško su pogodila i logičko-analitičku filozofiju u Europi. Ubojstvo Schlicka bio je znak za predstojeću političku oluju. Nekoliko članova kruga nalazi utočište u SAD-u.

## Vanjske poveznice
- IVC Institut Wiener Kreis an der Universität Wien
- Vienna Circle Foundation, Amsterdam  Arhivirana inačica izvorne stranice od 2. siječnja 2014. (Wayback Machine)
  - Das Wiener Kreis Archiv - Inventarverzeichnis  Arhivirana inačica izvorne stranice od 7. prosinca 2013. (Wayback Machine) (pdf, abgerufen am 30. Oktober 2010; 1,5 MB)
- http://oe1.orf.at/programm/294395 Ö1-Radiokolleg - Der Wiener Kreis und seine Erben - Radiosendung 31. Jänner 2012, 7 Tage nachhörbar